# Roxana Blanco
Roxana Blanco   (Montevideo, 6 de novembre de 1967) és una actriu uruguaiana de cinema, teatre i televisió. Va estudiar a l'Escola Multidisciplinària d'Art Dramàtic de Montevideo.

## Biografia
Roxana Blanco és germana del dramaturg Sergio Blanco. Va prendre classes d'actuació i cant a l'Escola Multidisciplinària d'Art Dramàtic de Montevideo, d'on es va graduar a principis de la dècada del 1990. Des de llavors va desenvolupar una prolífica carrera en teatre, que li va fer guanyar el Premi Florencio en tres ocasions.
El 2012 va ingressar al ventall de la Comèdia Nacional, a la qual pertany des de llavors.
Paral·lelament, ha desenvolupat una important carrera en cinema i televisió que li ha concedit reconeixement internacional i múltiples premis. Ha participat en pel·lícules de gran reconeixement en el seu país i a l'exterior, com Artigas: La Redota de César Charlone, La demora de Rodrigo Plá i El muerto y ser feliz de Javier Rebollo.
Pel seu paper protagonista en la pel·lícula Alma mater, d'Álvaro Buela, va obtenir el premi a la millor actriu al Festival Cinematogràfic de Biarritz (França) de 2005, el que després va rebre novament el 2012 pel seu treball a La demora.
Ha participat en més de vint obres teatrals, representant textos dels principals autors de teatre mundial. El 2009, va protagonitzar junt amb Alejandra Wolff, Jenny Galván, i Andrea Davidovics la sèrie de televisió Las novias de Travolta, basada en l'obra teatral que ja havia protagonitzat anteriorment.

## Teatre
Entre les seves participacions en teatre cal destacar:
- Sueño de otoño, de Jon Fosse
- Las novias de Travolta, d'Andrés Tulipano
- El lector por horas, de José Sanchis Sinisterra
- La prueba, de David Auburn
- La Sangre, de Sergi Belbel
- Tres mujeres altas, d'Edward Albee
- Agatha, de Marguerite Duras
- Humores que matan, de Woody Allen
- Macbeth, de William Shakespeare
- Frida, de Ricardo Halac
- Cyrano de Bergerac, d'Edmond Rostand
- El último de los amantes ardientes, de Neil Simon
- Roberto Zucco, de Bernard-Marie Koltès
- Querido lobo, de Roger Vitrac
- Ricard III, de William Shakespeare
- Toda nudez será castigada, de Nelson Rodrigues
- Doña Rosita la soltera, de Federico García Lorca
- Les troianes, d'Eurípides
- Cabaret, de Bob Fosse
- Tango, de Sławomir Mrożek

Amb la Comèdia Nacional:
- Orestíada, d'Èsquil
- Terrorismo, dels germans Presnyakov
- Molly, de Brian Friel
- La mitad de Dios, de Gabriel Calderón
- El tiempo todo entero, de Romina Paula
- La visita de la anciana dama, de Friedrich Dürrenmatt

## Cinema
- El muerto y ser feliz, de Javier Rebollo
- El sexo de las madres, d'Alejandra Marino
- La demora, de Rodrigo Plá
- Artigas: La Redota, de César Charlone
- Nochebuena, de Camila Loboguerrero
- Matar a todos, de Esteban Schroeder
- Alma mater, d'Álvaro Buela
- 9, de Martín Barrenechea i Nicolás Branca

## Televisió
| Pais      | Any  | Títol                     | Personatge                   | Cadena   |
| --------- | ---- | ------------------------- | ---------------------------- | -------- |
| Argentina | 2006 | Amas de casa desesperadas | Antigua amiga de Lía Salgari | Canal 13 |
| Uruguai   | 2009 | Las novias de Travolta    | Gabriela                     | Teledoce |

## Premis

### Internacionals
L'actriu ha estat premiada internacionalment en els següents festivals de cinema:
- Festival de Cinema Llatinoamericà de Biarritz: gran premi d'interpretació femenina (Alma mater) i millor actriu (La demora).
- Festival Internacional de Cinema de Milà: premi especial del jurat (Alma mater).
- Festival Internacional del Nou Cinema Llatinoamericà de l'Havana: premi millor actriu (Alma mater).
- Festival de Cinema d'Ourense: premi millor actriu (Matar a todos).
- Festival Internacional de Siracusa: menció especial (Matar a todos).
- Festival de Costa Rica: millor actriu (La demora).
- Festival de Catalunya: millor actriu (La demora).
- Festival de Toulouse: millor actriu (El muerto y ser feliz).

### Nacionals
Entre nombrosos premis nacionals, poden citar-se els següents:
- Premi Florenci a revelació (Menú de cuentos), a millor actriu de repartiment (Terrorismo, Roberto Zucco) i a la millor actriu protagonista (Agatha, La travesía, 2017).[4]
- Premi Parcum atorgat pel Parlament Cultural del Mercosur a una de les deu personalitats destacades de la cultura uruguaiana.
- Premi de l'Associació de Crítics de Cinema de l'Uruguai a la millor actriu de cinema (La demora, 2013).
- Premi Morosoli (Alma mater, 2005).
- Premi Fripesci a revelació en cinema i a la millor actriu de cinema (Alma mater).
- Premi Iris (Alma mater i El lector por horas).
- Premi a la Dona de l'Any (Alma mater; Matar a todos, 2008; La demora).